# Länsväg 141
Länsväg 141  är en primär länsväg som går sträckan Klintehamn – Levide – Hemse.
Den är 22 km lång och går i Gotlands län.
Vägen har i sin helhet en körbana i varje riktning, och saknar vägrenar. I korsningen med länsväg 562 måste trafik från Klintehamn mot Hemse svänga höger.

## Anslutningar
- Länsväg 140 i Klintehamn.
- Länsväg 142 i Hemse.

## Historia
Vägen har haft numret 141 sedan reformen 1962. Innan dess, från 1940-talet, var detta en del av länsväg 20 som gick sträckan Visby - Klintehamn - Hemse - Burgsvik.